# Haifa
Haifa (Hefa) (hebraisk: חֵיפָה) er en by i Israel.
Haifa har 282.831(2021) indbyggere og er landets tredjestørste by. Ca. 10 % af indbyggerne er palæstinensere.
Haifa kan karakteriseres med udtrykkene en by, der arbejder, "Den røde by", religiøs tolerance og byen, hvor alting kan lade sig gøre. Haifa-borgerne forklarer rollefordelingen mellem Israels tre største byer på denne måde: I Tel Aviv morer man sig, i Jerusalem beder man og i Haifa arbejder man.
Haifa har Israels vigtigste havn med en dybtvandshavn og landets største containerhavn. Historisk set har der været en havn fra omkring 1.000 f.Kr. Betydningen af havnen har varieret gennem tiden; men det var først i den britiske mandatperiode og efter staten Israels grundlæggelse i 1948, at Haifa udviklede sig til en storby med en ny moderne havn, jernbane, lufthavn, industri mm. Byen har et olieraffinaderi, stålindustri, petrokemisk industri, cementfabrikker og anden sværindustri. Endvidere findes her det førende maritime center i Israel, shippingvirksomheder samt mange højteknologiske virksomheder og små produktionsvirksomheder. Haifa er et moderne industri- og handelscenter med to universiteter, grønne parker, mange museer, gode strande, mange muligheder for sport og et levende natteliv på diskoteker, natklubber og barer.
Fra den oprindelige placering på den smalle kyststribe mellem Middelhavet og det bibelske Karmelbjerg (Mount Carmel/Har Kamel) har Haifa bredt sig op ad bjergskråningerne.
Haifa er hovedsagelig anlagt i tre niveauer:
- Midtby (kyststriben) med havn, industrikvarterer, Hovedbanegården, forretningscentre og restauranter.
- Hadar på Karmels forbjerge med udsigt, den gamle bydel, moderne indkøbscentre, gågader, elegante forretninger mm.
- Central Carmel øverst oppe på Karmelbjerget, et eftertragtet boligområde, hvor der også er mange hoteller, indkøbscentre, museer, parker og Haifa Zoo. Herfra er der i godt vejr  udsigt over det nordlige Israel.

Haifas indbyggere repræsenterer fem religioner: Jøder, muslimer, kristne, drusere og baha'i. De har alle helligdomme i byen eller på Karmelbjerget. Der er en udbredt tolerance mellem de forskellige religiøse samfund og mellem verdslige og religiøse grupper. Det betyder bl.a., at mange forlystelser hér er åbne på sabbaten (lørdag) i modsætning til i det øvrige Israel.
Selv om der findes enkelte blandede områder i Haifa, foretrækker de fleste palæstinensere at bo i deres egne homogene kvarterer. Det er Wadi Nisnas ved Hadar (shiitter og sunni-muslimer), Kababir på Karmelbjerget (Ahmadya-muslimer) og de to drusiske byer Isfiya og Daliyat el-Carmel/Daliyat el-Karmil på Karmelbjerget.
Haifa er en af Aalborgs venskabsbyer.